# Rahhal El Makkaoui
Rahhal El Makkaoui (en arabe : رحال المكاوي), né le 19 mars 1971 à Beni Amer, est un homme politique marocain. Il est  parlementaire, président de la Commission des finances et du développement économique et membre de la chambre des conseillers d'octobre  2015à juillet 2021.
Il est membre du comité exécutif du Parti de l’Istiqlal, chargé des relations internationales et coordinateur de la région Béni mellal - khénifra.

## Biographie

### Enfance et éducation
Rahhal El Makkaoui naît le 19 mars 1971 à Beni Amir.
Rahhal El Makkaoui titulaire d’un Doctorat en Administration des Affaires de l'École nationale des ponts et chaussées de Paris (École des Ponts ParisTech) , un diplôme d’ingénieur d’état de l’École Mohammadia d'ingénieurs, un MBA de l'École nationale des ponts et chaussées, une licence en droit privé de l'université Mohammed-V de Rabat et un certificat d'études en comptabilité et finance de l'Institut supérieur de commerce et d'administration des entreprises.

### Carrière politique
De 2002 à 2007, il est chef de cabinet au secrétariat d’état chargé de la famille, de l’enfance et des personnes handicapées.
D'octobre 2007 à mai 2008, il est chef de cabinet au ministère de la santé. De mai 2008 à mars 2013, il est nommé Secrétaire Général au Ministère de la Santé.
Le 25 mai 2011, il est élu président du conseil exécutif de l'Organisation mondiale de la santé pour une année.
Il rejoint le bureau exécutif du parti de l’Istiqlal en septembre 2012, il est chargé des relations internationales et coordinateur du parti dans la région de Beni mellal-khenifra.
D’octobre 2015 à juillet 2021, il est élu parlementaire à la chambre des conseillers en tant que président de la commission des finances et du développement économique.
Il est élu local en conseil de la ville de Fkih ben salah depuis septembre 2015.
Le 19 Octobre 2023, Rahhal El Makkaoui est élu Président du Conseil Communal de la ville de Fkih Ben Salah.